# Unione Sportiva Civitanovese 1987-1988
Questa pagina raccoglie le informazioni riguardanti l'Unione Sportiva Civitanovese nelle competizioni ufficiali della stagione 1987-1988.

## Rosa
| N. |                   | Ruolo | Calciatore               |
| -- | ----------------- | ----- | ------------------------ |
|    | Italia (bandiera) | C     | Andrea Bindelli          |
|    | Italia (bandiera) | A     | Gaetano Calvaresi        |
|    | Italia (bandiera) | D     | Gabriele Consorti        |
|    | Italia (bandiera) | C     | Gianluca De Angelis      |
|    | Italia (bandiera) | D     | Alessandro Di Bernardino |
|    | Italia (bandiera) | C     | Paolo Esposto            |
|    | Italia (bandiera) | C     | Valerio Gazzani          |
|    | Italia (bandiera) | D     | Simone Giacchetta        |
|    | Italia (bandiera) | P     | Stefano Grilli           |

| N. |                   | Ruolo | Calciatore           |
| -- | ----------------- | ----- | -------------------- |
|    | Italia (bandiera) | C     | Simone Marcantoni    |
|    | Italia (bandiera) | D     | Massimiliano Monti   |
|    | Italia (bandiera) | A     | Giancarlo Pediconi   |
|    | Italia (bandiera) | A     | Giorgio Pennacchioni |
|    | Italia (bandiera) | C     | Antonio Regoli       |
|    | Italia (bandiera) | C     | Sergio Sopranzi      |
|    | Italia (bandiera) | D     | Luca Tomassetti      |
|    | Italia (bandiera) | D     | Filippo Torresi      |
|    | Italia (bandiera) | C     | Claudio Tridici      |